# 伏伯安
伏伯安（14世紀—15世紀），河南開封府歸德州人，明朝政治人物。

## 生平
伏伯安是洪武三十年（1397年）丁丑科夏榜進士，獲授永壽知縣，撫治人民有方，永樂七年（1409年）陞工部左侍郎，十五年（1417年）因事降為營繕司主事，十六年（1418年）獲薦才能復任工部左侍郎，十八年（1420年）被責不檢罰築城，二十二年（1424年）再降為荊門知州。到宣德二年（1427年）朝廷選擇使者出使交阯，蹇義以伏伯安口才薦用，遭楊士奇反指他品行不端而無學識，出使只會辱國，死後入祀永壽名宦祠。

## 引用
1. 1 2  乾隆《歸德府志·卷六·選舉表上》：進士科……明……伏伯安 歸德州人。洪武丁丑科，歷任工部侍郎
2. ↑  《弇山堂别集·卷五十九·卿貳表》：工部左右侍郎……伏伯安，河南歸德人，由進士七年任左，十五年降主事。……伏伯安，見前，十六年復任左，十八年以不檢罰築城，二十二年降荊門知州。
3. ↑  《名山藏·卷六十一》：伏伯安，歸德人，洪武中進士起家永壽知縣，永樂中累工部右侍郎，坐事降營繕主事，十六年有薦其才者復工部右侍郎，十八年以不飭罰築都城者五年，降為荊門知州。
4. ↑  《明史·卷一百四十八·列傳第三十六》：時交阯數叛。……尋命擇使交阯者。蹇義薦伏伯安口辨。（楊）士奇曰：「言不忠信，雖蠻貊之邦不可行。伯安小人，往且辱國。」帝是之，別遣使。
5. ↑  楊士奇《三朝聖諭錄·卷下》：宣德二年十月二十七日，上將赦交阯，命羣臣舉奉使者。僉舉上聞已定，明旦，尚書蹇義欲易以伏伯安，眾莫敢異之。士奇私與夏原吉曰：「此無藉小人，用之必辱朝廷。公當榻前力主張。」蓋時上多主夏言。既而，有旨召眾皆入，蹇遂奏用伏。上顧問夏，對曰：「不可用。」蹇曰：「伏善言語，非眾所及。」士奇曰：「伏有穢行而無學識，遣之必辱國。」遂不用。又數日，士奇獨對，上曰：「朕旁詢伏伯安之行，乃貪淫無耻人，蹇何為欲用之？」
6. ↑  乾隆《永壽縣新志·卷六·職官類》：知縣……明 伏伯安，夏邑人 《陝西通志》作歸德人，洪武中任，褆躬無爭，撫民有道，歷官至兵部侍郎，入名宦祠。